# Jirón Azángaro
El jirón Azángaro es una importante vía del Damero de Pizarro, ubicado en el centro histórico de Lima, Perú. La vía inicia en su intersección con el Jirón Áncash y continúa hasta llegar al Jirón Manuel Aljovín, al lado del Palacio de Justicia.
Es sede de diversos edificios gubernamentales, como la Casa de Pilatos (sede del Tribunal Constitucional del Perú), y también alberga restaurantes y pastelerías.

## Historia
El camino que hoy constituye la calle fue trazado por Francisco Pizarro cuando fundó la ciudad de Lima el 18 de enero de 1535. En el siglo XVI se construyó la Iglesia de San Francisco. En 1862, cuando se adoptó una nueva nomenclatura urbana, la vía pasó a denominarse jirón Azángaro, en honor a la provincia de Azángaro. Antes de este cambio de denominación, cada cuadra tenía un nombre único:
- Cuadra 1: Aparacio, por el apellido de Lorenzo José o Manuel Martínez de Aparicio.[2]
- Cuadra 2: Aldabas, nombre de una casa con aldabas peculiares, siendo su peculiaridad una señal de que allí se fabricaban otras aldabas de la ciudad.[3]
- Cuadra 3: Beytia, en honor a los habitantes de la calle del mismo nombre.[4]
- Cuadra 4: Gato, en honor al oidor Francisco Alvárez Gato, quien allí vivió.[5]
- Cuadra 5: Negreyros, en honor a la familia noble del mismo nombre que allí vivió.[6]
- Cuadra 6: Juan Pablo, por un vecino del mismo nombre, posiblemente Juan Pablo Messía, según Luis A. Eguiguren.[7]
- Cuadra 7: Huérfanos, tras la iglesia del mismo nombre.[8]
- Cuadra 8: San Carlos.[9]
- Cuadra 9: Noviciado, a partir del noviciado de San Antonio Abad, que allí se encuentra.[6]
- Cuadra 10: Guadalupe, por la iglesia del mismo nombre. Suprimida la escuela adyacente, se convirtió en prisión ; ambos edificios fueron finalmente demolidos para construir el Palacio de Justicia.[10]
- Cuadra 11: Buenaventura, en honor al colegio franciscano del mismo nombre.[11]

El Edificio Gildemeister, de estilo art déco, fue construido entre 1927 y 1928, convirtiéndose en uno de los primeros edificios de cinco pisos de la ciudad, y el más representativo de su época. Recibe su nombre en honor a Gildemeister y Cía., una empresa azucarera alemana que operaba en la hacienda Casa Grande de La Libertad.
En la misma calle se encuentra también la Casa Elguera, de 1.500 m2, construida entre c. 1862
 y 1865 y situada en la antigua calle Aldabas, esquina con Santa Rosa. Comprada originalmente por Francisco Tamayo de Mendoza y Navarra, marqués de Villahermosa de San José, en 1690, su construcción actual data de mediados del siglo XIX, obra del terrateniente Buenaventura Elguera.
La republicana Finca de la calle de Aldabas, ubicada en las antiguas calles de Santa Apolonia y Melchormalo, fue propiedad del Monasterio de la Concepción, vendida a Ana Inclán en 1747. Tras la muerte de ésta, el Marqués de Villa Blanca, Antonio de Mena, la adquirió en 1778. El convento fue dueño del inmueble hasta 1862, cuando lo adquirió el Estado peruano.
En 2014 y 2015, se produjeron varias redadas policiales en la calle donde los delincuentes falsificaban documentos. Al año 2023, dichos negocios seguían operando, vendiendo permisos de residencia falsos a extranjeros en el Perú.
|                                            |
| Edificio Gildemeister, de estilo art déco. |

|                     |
| Edificio de Aldabas |

|                                                |
| Jirón Azángaro alrededor de la década de 1930. |